# Chimimoryo, une âme au diable
Pour plus de détails, voir Fiche technique et Distribution.
Chimimoryo, une âme au diable (闇の中の魑魅魍魎, Yami no naka no chimimoryo) est un film japonais réalisé par Kō Nakahira, sorti en 1971.

## Fiche technique
- Titre : Chimimoryo, une âme au diable[1]
- Titre original : 闇の中の魑魅魍魎 (Yami no naka no chimimoryo?)
- Réalisation : Kō Nakahira
- Scénario : Kaneto Shindō, d'après le roman Chimidoro e-kin (血みどろ絵金?) de Shigetami Emoto (ja)[2]
- Musique : Toshirō Mayuzumi
- Photographie : Aguri Sugita
- Montage : Hisao Enoki
- Décors : Yasuhiro Ōtsuru
- Production : Kō Nakahira
- Société de production : Dokichi Takashima Production, Kindai Eiga Kyokai et Nakahira Productions
- Société de distribution : Tōhō
- Pays d'origine:  Japon
- Langue originale : japonais
- Genre : drame ; film historique
- Format : couleur - 2,35:1 - 35 mm
- Durée : 107 minutes[2] (métrage : huit bobines - 2 954 m[2])
- Dates de sortie : 
  - Japon : 19 juin 1971[2]

## Distribution
- Akaji Maro : Kinzo
- Hiroko Ōgi : Yuki
- Kazuko Inano : Kume
- Eiji Okada : Ikezoe
- Mariko Kaga : Tokuhime
- Taiji Tonoyama : Hachizo
- Nobuko Tashiro : la femme d'Ikezoe
- Ai Sasaki : Kinu
- Tōru Emori : Takeda
- Kōji Nanbara : Karino
- Tatsumi Hijikata

## Distinctions
Le film a été présenté en sélection officielle en compétition au Festival de Cannes 1971.